# IAS 34
МСФО (IAS) 34 «Промежуточная финансовая отчетность» — международный стандарт финансовой отчётности, действующий с 01.01.1999 года, в России ведён в действие приказом Минфина РФ от 25 ноября 2011 г. N 160н «О введении в действие МСФО и Разъяснений МСФО на территории РФ». Определяет минимальный состав промежуточной финансовой отчётности, которая предоставляет пользователям обновлённую информацию о деятельности компании по сравнению с последним годовым финансовым отчётом.

## Определения
Промежуточная финансовая отчетность дает возможность инвесторам, кредиторам и другим пользователям финансовой отчетности понять финансовое положение компании, её способность генерировать прибыль и денежные потоки.
Промежуточная финансовая отчетность — отчетность, содержащая полный комплект финансовой отчетности или комплект сокращенной финансовой отчетности за промежуточный период.
Промежуточный период — финансовый отчетный период, который короче, чем полный финансовый год.

## Цель стандарта
Цель стандарта:
- определить минимальные требования к содержанию промежуточного финансового отчета
- установить принципы признания и оценки полной или сокращенной финансовой отчетности за промежуточный период.

СМСФО поощряет компании:
- предоставлять финансовую отчетность как минимум за первую половину финансового года
- публиковать свою промежуточную отчётность в течение 60 дней после окончания промежуточного периода.

## Состав финансовой отчетности
Состав промежуточной финансовой отчетности как сокращенный комплект содержит:
- сокращенный отчет о финансовом положении
- сокращенный отчет о совокупном доходе
- сокращенный отчет об изменениях в собственном капитале
- сокращенный отчет о движении денежных средств
- сокращенные примечания.

В сокращенных отчетах указываются все заголовки, промежуточные итоговые статьи, включенные в последние годовые отчеты и примечания к финансовой отчетности, дополнительные статьи и заголовки (если их пропуск может ввести в заблуждение). Промежуточная финансовая отчетность консолидируется, если годовая отчетность консолидирована, предоставляется также сравнительная информация:
- для отчета о финансовом положении на конец предыдущего финансового года
- для отчета о совокупном доходе за предыдущий финансовый год (за аналогичный отчетный период и нарастающим итогом с начала года)
- для отчета о движении собственного капитала и отчета о движении денежных средств за сопоставимый период предыдущего финансового года нарастающим итогом с начала года.

## Признание
Ни в целях ожидания дополнительной информации, ни для сглаживания прибыли в течение промежуточных отчетных периодов финансового года затраты, которые не соответствуют определению актива на конец промежуточного отчетного периода, не капитализируются до даты окончания годового отчетного периода.
Затраты по налогу на прибыль признаются в каждом промежуточном периоде, исходя из наиболее надежной оценки средневзвешенной годовой ставки налога на прибыль, ожидаемой в течение всего финансового года.
Суммы начисленного налога на прибыль за один промежуточный период могут быть скорректированы в последующем промежуточном периоде, если оценка годовой ставки налога на прибыль изменится.
Признание выручки, которая компания получает сезонно, циклически или эпизодически в течение финансового года, на дату промежуточной финансовой отчетности не должно быть с опережением или не должно быть отложено, если такое опережение в признании (или более позднее признание) может оказаться неприемлемым на конец финансового года. Также по отношению к затратам.
Процедуры оценки, которые используются в промежуточной финансовой отчетности, должны быть разработаны так, чтобы обеспечить надежность информации и чтобы вся существенная финансовая информация, которая уместна для понимания финансового положения и финансовых результатов компании, соответственным образом была раскрыта.

## Раскрытие
В примечаниях промежуточной отчетности раскрываются:
- заявление о том, что учетная политика и методы вычислений, использованные аналогичны последней годовой отчетности или включаются описания сути и результатов изменений учетной политики и методов вычислений
- объяснительные комментарии относительно сезонности или цикличности промежуточных операций
- сущность и суммы статей, влияющих на активы, обязательства, собственный капитал, чистую прибыль или потоки денежных средств, которые необычны по своему характеру, размеру или эффекту воздействия
- сущность и сумма изменений в оценке сумм, отраженных в предыдущей промежуточной отчетности за текущий финансовый год или изменение оценок, отраженные в отчетности за предыдущие финансовые годы, если эти изменения имеют существенное влияние на текущий промежуточный период
- эмиссии, выкуп и выплаты по долговым и долевым инструментам
- выплаченные дивиденды
- сегментарная информация, подлежащая раскрытию в соответствии с МСФО 8 «Операционные сегменты»
- существенные события, произошедшие после окончания промежуточного периода, которые не были отражены
- влияние изменений структуры компании в течение промежуточного периода, включая объединения бизнеса, приобретения или выбытия дочерних компаний или долгосрочный инвестиций, реструктуризации и прекращение деятельности
- изменения в условных обязательствах или условных активах, произошедшие за время после даты, на которую составлялся годовой баланс.